# Cataluña Textil
Cataluña Textil va ser una revista catalana publicada a Badalona que va ser fundada per Pau Rodon i Amigó el 1906 i desapareguda el 1937 sobre temàtica industrial tèxtil.
Fundada pel tècnic tèxtil Pau Rodon i Amigó, va aparèixer per primera vegada a Badalona l'octubre de 1906 amb el subtítol «Revista mensual Hispano-Americana» i va prolongar la seva existència fins a 1937. La revista va assolir una fama mundial i va ser considerada una de les millors del seu gènere. La propietat, direcció i edició de la revista va estar en mans de Rodon, però més tard va deixar la direcció al seu fill Camil, prendria el relleu en la direcció de la revista.
La realització material era de gran qualitat, impecable segons García Pons, amb l'ús d'un excel·lent paper, i els seus textos estaven il·lustrats amb abundants dibuixos, fotografies, mostres de teixits i figurins, a més d'estar realitzats amb una perfecta tipografia a voltes estampada a dues tintes.
El percentatge de publicitat que incloïa era molt elevat, però sempre era sobre productes i articles del sector del tèxtil, incloïa les darreres novetats sobre fibres tèxtils, filatures, nous materials, maquinària, aparells i aplicacions mecàniques, la fabricació i confecció, tissatge, moda, innovacions de l'estranger, així com biografies i bibliografia; el darrer número de l'any inseria un índex de matèries i autors. La revista estava dirigida als empresaris tèxtils, per això el seu contingut, escrit sempre totalment en llengua castellana, versava sobre tota mena de qüestions relacionades amb la producció tèxtil.